# Maralde Meyer-Minnemann
Maralde Meyer-Minnemann (* 22. Juli 1943 in Hamburg) ist eine deutsche Dolmetscherin und literarische Übersetzerin.

## Leben
Maralde Meyer-Minnemann absolvierte ein Studium der Romanistik an der Universität Hamburg, das sie mit dem Magistergrad abschloss.  Sie ist tätig als vereidigte Übersetzerin und Dolmetscherin für Portugiesisch. Seit den Achtzigerjahren übersetzt sie daneben literarische Werke ins Deutsche. Meyer-Minnemann lebt in Hamburg.
Maralde Meyer-Minnemanns Übersetzungen umfassen erzählende Werke aus dem Portugiesischen und Spanischen. Sie ist die deutsche Hauptübersetzerin der Werke von António Lobo Antunes und Paulo Coelho. 
Sie ist Mitglied im Verband deutschsprachiger Übersetzer literarischer und wissenschaftlicher Werke und im Verein Assoziierte Dolmetscher und Übersetzer in Norddeutschland. Ihre Tochter, Anne Meyer-Minnemann, ist Journalistin und Chefredakteurin der Zeitschrift Gala.

## Auszeichnungen
- 1992: Hamburger Förderpreis für Literarische Übersetzungen
- 1997: Übersetzerpreis "Portugal-Frankfurt '97"
- 1998: Helmut-M.-Braem-Preis für ihre Übersetzungen der Werke von António Lobo Antunes
- 2021: Hamburger Literaturpreis für die Übersetzung von Antunes’ Roman Até que as pedras se tornem mais leves que a água (Bis die Steine leichter sind als Wasser)

## Übersetzungen

### António Lobo Antunes
- Entschuldigt, daß ich nicht undeutlich bin,  München [u. a.] 1989
- An den Flüssen, die strömen, München 2011
- Anweisungen an die Krokodile, München 1999
- Der Archipel der Schlaflosigkeit, München 2012
- Buch der Chroniken, München
  - 1 (2006)
  - 2 (2007)
  - 3 (2010)
- Einblick in die Hölle, München 2003
- Elefantengedächtnis, München 2004
- Fado Alexandrino, München 2002
- Geh nicht so schnell in diese dunkle Nacht, München 2001
- Gestern in Babylon hab ich dich nicht gesehen, München 2008
- Guten Abend ihr Dinge hier unten, München 2005
- Das Handbuch der Inquisitoren, München 1997
- Leben, auf Papier beschrieben, München 2007
- Die Leidenschaften der Seele, München [u. a.] 1994
- Mein Name ist Legion, München 2010
- Die natürliche Ordnung der Dinge, München [u. a.] 1996
- Portugals strahlende Größe, München 1998
- Reigen der Verdammten, München [u. a.] 1991
- Die Rückkehr der Karavellen, München 2000
- Ein schreckliches, verzweifeltes und glückliches Schweigen, Berlin-Köpenick 2007
- Sonette an Christus, München 1999
- Einen Stein werd ich lieben, München 2006
- Der Tod des Carlos Gardel, München 2000
- Was werde ich tun, wenn alles brennt?, München 2003
- Mitternacht zu sein ist nicht jedem gegeben, München 2015
- Ich gehe wie ein Haus in Flammen, München 2017
- Die letzte Tür vor der Nacht, München 2022
- Am anderen Ufer des Meeres, München 2024

### Paulo Coelho
- Aleph, Zürich 2012
- Am Ufer des Rio Piedra saß ich und weinte, Zürich 1997
- Auf dem Jakobsweg, Zürich 1999
- Brida, Zürich 2008
- Der Dämon und Fräulein Prym, Zürich 2001
- Elf Minuten, Zürich 2003
- Der fünfte Berg, Zürich 1998
- Handbuch des Kriegers des Lichts, Zürich 2001
- Die Hexe von Portobello, Zürich 2007
- Die Schriften von Accra, Zürich 2013
- Schutzengel, Zürich 2011
- Sei wie ein Fluss, der still die Nacht durchströmt, Zürich 2006
- Der Sieger bleibt allein, Zürich 2009
- Unterwegs. Der Wanderer, Zürich 2004
- Veronika beschließt zu sterben, Zürich 2000
- Der Wanderer, Zürich 1998
- Der Zahir, Zürich 2005

### Weitere Autoren
- Germano Almeida: Das Testament des Herrn Napumoceno, Frankfurt am Main 1997
- Juan Arias: Bekenntnisse eines Suchenden, Zürich 2001
- María Luisa Blanco: Gespräche mit António Lobo Antunes, München 2003
- Fernando Campos: Das Haus des Staubes, Freiburg 1990
- Rosa Chacel: Memoiren einer Elfjährigen – Leticia Valle, München 1991
- Ramón Díaz Eterovic: Engel und Einsame, Zürich 2000
- Ramón Díaz Eterovic: Kater und Katzenjammer, Zürich 2001
- Laura Esquivel: Das Gesetz der Liebe, Berlin 1996
- Juan Goytisolo: Notizen aus Sarajewo, Frankfurt am Main 1993
- Sérgio Buarque de Holanda: Die Wurzeln Brasiliens, Frankfurt am Main 1995
- Lídia Jorge: Der Tag der Wunder, Freiburg 1989
- Ilse Losa: Die Welt, in der ich lebte, Freiburg 1990
- Ana Maria Machado: Bisa Bia – Bisa Bel, Hamburg 1988
- Ana Maria Machado: Warum der kleine Delphin Purzelbäume schlägt und andere Geschichten, Ravensburg 1992
- João de Melo: "Der Mann in der Schwebe" und "Glückliche Menschen mit Tränen" und ein Interview mit dem Autor von Paulo Cunha Porto, Frankfurt/M. 1997
- Fernando Morais: Der Magier, Zürich 2010 (übersetzt zusammen mit Karin von Schweder-Schneider)
- Mauricio Ortiz: Über den Körper, München 2004
- Inês Pedrosa: Du fehlst mir, München 2004
- Inês Pedrosa: In deinen Händen, München 2002
- José Cardoso Pires: Lissabonner Logbuch, München [u. a.] 1997
- Darcy Ribeiro: Wildes Utopia, Frankfurt am Main 1986
- Zulmira Ribeiro Tavares: Familienschmuck, Frankfurt am Main 1994
- Zulmira Ribeiro Tavares: Herr P. in Kalamitäten oder Wie ein Mann in den besten Jahren auf vergangene Tage trifft, St. Gallen [u. a.] 1991
- Mario Vargas Llosa: Die ewige Orgie, Reinbek bei Hamburg 1980
- Manuel Vázquez Montalbán: Der Pianist, Reinbek bei Hamburg 1987